# War Heroes
War Heroes är ett postumt musikalbum av Jimi Hendrix, utgivet 1972. Det var det tredje studioalbumet av Hendrix som släpptes efter hans död.

## Låtlista
Alla låtar skrivna av Jimi Hendrix, om annat inte anges.
1. "Bleeding Heart" (Elmore James) - 3:18
2. "Highway Chile" - 3:34
3. "Tax Free" (Bo Hansson/Janne Karlsson) - 4:58
4. "Peter Gunn Catastrophe" (Henry Mancini/Jimi Hendrix) - 2:20
5. "Stepping Stone" - 4:11
6. "Midnight" (Noel Redding) - 5:35
7. "3 Little Bears" - 4:16
8. "Beginning" (Mitch Mitchell) - 4:13
9. "Izabella" - 2:51